# Formuła Renault

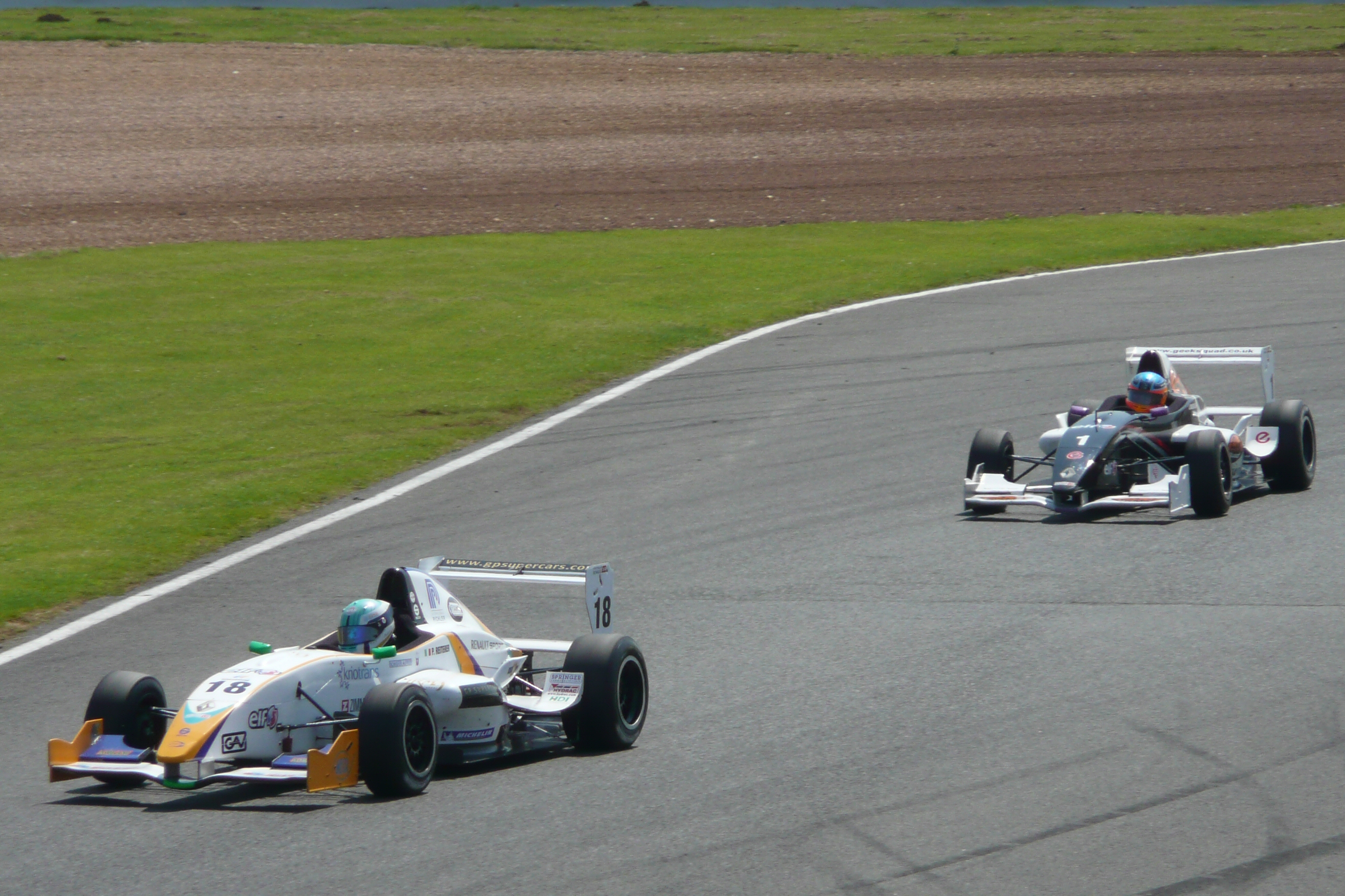
Wyścig Formuły Renault w 2008 roku na torze Silverstone Circuit

Formuła Renault – klasa wyścigów samochodowych, została utworzona w 1971. Składa się z kilku serii krajowych i międzynarodowych.
Dla kierowców stanowi przepustkę do wyższych serii wyścigowych. Najlepszym przykładem jest Kimi Räikkönen, który po mistrzostwie w brytyjskiej Formule Renault dostał się do Formuły 1.

## Cykle
Ze względu na pojemność silnika Renault w bolidach danej serii, cykle Formuły Renault podzielone zostały na Formułę Renault 3.5, Formułę Renault 2.0 oraz Formułę Renault 1.6.

### Formuła Renault 3.5
Powstała w 2003 jako Europejski Puchar Formuły Renault V6, jednak w 2005 została połączona z World Series by Nissan i zapoczątkowała World Series by Renault.

#### Mistrzostwa
| Kraj/Strefa    | Ostatnia oficjalna nazwa             | Lata      |
| -------------- | ------------------------------------ | --------- |
| Europa         | World Series by Nissan               | 1998-2004 |
| Europa         | Europejski Puchar Formuły Renault V6 | 2003-2004 |
| Europa         | Formuła Renault 3.5                  | od 2005   |
| ChRL · Malezja | Azjatycka Formuła V6                 | 2006-2009 |

#### Specyfikacja samochodu
- silnik: Renault V6
- pojemność: 3498 cc
- moc: 425 KM
- podwozie: Tatuus i Renault Sport
- rozstaw osi: 2645 mm
- przedni utwór: 1434 mm
- tylny utwór: 1318 mm
- waga: 565 kg
- sekwencyjna skrzynia biegów, 6 biegowa i wsteczny
- koła: 8 × 13 (przód) i 10 × 13 (tył)
- opony: Michelin S505 26-64x13 (przód) i 32-66x13 (tył)

### Formuła Renault 2.0
Powstała w 1971 roku, jako następca Francuskiej Formuły Renault, utworzonej w 1968 roku. Od 1972 do 1981 używano silnika o pojemności 1.6 litra, a w następnych latach aż do 1988 w wersji turbo. W 1989 miał już 1721 cm3 pojemności, ale w 1995 zwiększono pojemność do 2.0 litra w jednostce V8. W 2000 seria zaczęła używać podwozia Tatuusa przy 2.0 litrowym silniku V6.

### Inne cykle korzystające z silników Renault
| Kontynent | Kraj                     | Serie                           | Działalność | Dodatkowe informacje                                                                                                 |
| --------- | ------------------------ | ------------------------------- | ----------- | --- |
| Europa    | Włochy                   | Formuła 2000 Light              | 2008-2011   | Wykorzystywane były podwozia z Formuły Renault i Formuły 3                                                           |
| Europa    | Austria                  | Austriacka Formuła Renault      | 2007-2010   | Wyścigi organizowane wspólnie w wyścigami Austriackiej Formuły 3. Seria korzystała z samochodów Formuły Renault 2.0. |
| Europa    | Europa                   | Formuła Renault 2.0 NEZ         | 2008-2010   | Wykorzystywane były podwozia z Formuły Renault i Formuły 3                                                           |
| Azja      | ChRL · Japonia · Malezja | Azjatycka Formuła 2.0           | 2008        | Oficjalna nazwa: Formula Asia 2.0                                                                                    |
| Ameryka   | Argentyna                | Formuła Renault Plus            | od 2007     | |
| Ameryka   | Argentyna                | Formuła Renault Interprovencial | od 2007     | |
| Ameryka   | Meksyk                   | LATAM Challenge Series          | od 2008     | Zastąpiła Amerykańską Formułę Renault 2000                                                                           |
| Ameryka   | Argentyna                | Formuła 4 Metropolitana         | od 2008     | |
| Ameryka   | Brazylia                 | Brazylijska Formuła Super 2.0   | 2009        | |
| Ameryka   | Argentyna                | Formuła 4 Nacional              | od 2008     | |
| Ameryka   | Argentyna                | Formuła Super Renault           | 1997-2006   | |